# Referendum gminne w sprawie odwołania Prezydenta m.st. Warszawy w 2013 roku
Referendum gminne w sprawie odwołania Prezydenta m.st. Warszawy przed upływem kadencji – głosowanie referendalne w sprawie odwołania prezydenta Warszawy Hanny Gronkiewicz-Waltz, które odbyło się 13 października 2013.

## Przebieg
Pomysł referendum o odwołanie Hanny Gronkiewicz-Waltz pojawiał się kilkukrotnie, jednak dopiero w 2013 roku przybrał on realne rozmiary – burmistrz Ursynowa Piotr Guział oraz popierana przez niego Warszawska Wspólnota Samorządowa w maju 2013 roku zaczęła zbierać podpisy w tej sprawie. Do inicjatywy przyłączyli się także działacze z Ruchu Palikota, a z czasem także inne partie i organizacja wyrażające swoje niezadowolenie wobec działań pani prezydent.
W ciągu trzech tygodni udało się zebrać 100 tysięcy podpisów, zaś poparcie dla niej raptownie spadło, przed końcem terminu w lipcu udało się również przekroczyć liczbę 200 tysięcy podpisów – zdaniem organizatorów łącznie udało się zebrać ponad 230 tysięcy podpisów.
Hanna Gronkiewicz-Waltz oficjalnie uznała jednak, że wydatek rzędu 7 mln złotych na referendum jest niepotrzebny w sytuacji, gdy za rok odbędą się kolejne wybory, w międzyczasie otrzymała też od Rady Miasta absolutorium za wykonanie budżetu za 2012 rok.
Prezydent Hanna Gronkiewicz-Waltz zaapelowała też do mieszkańców, aby nie brali udziału w referendum, takie samo zdanie na ten temat wyraził również premier Donald Tusk oraz prezydent RP Bronisław Komorowski. Szef mazowieckiej Platformy Obywatelskiej, Andrzej Halicki, złożył natomiast pismo do Państwowej Komisji Wyborczej, w którym podkreślał, że podpisy zbierane były na różniących się od siebie kartach, także z logo niektórych ugrupowań, przez osoby powiązane z partiami opozycyjnymi.
PKW stwierdziła jednak, że nie może udzielić politykowi wiążącej odpowiedzi, wobec czego ten przesłał pismo do warszawskiego komisarza wyborczego, jednak pod koniec sierpnia poinformowano, że udało się zebrać odpowiednią liczbę podpisów do zorganizowania referendum, które odbędzie się 13 października. Jednocześnie jeden z inicjatorów referendum, Piotr Guział, wezwał prezydent do debaty na temat miasta.

## Wynik
Referendum odbyło się ostatecznie 13 października 2013 roku, jednak wzięło w nim udział zbyt mało wyborców – ze względu na niską frekwencją zostało ono uznane za nieważne. Według oficjalnych wyników w referendum wzięło udział 343 732 wyborców, co dało frekwencję 25,66%, spośród których 322 017 głosy oddano za odwołaniem Hanny Gronkiewicz-Waltz (94,86%), a 17 465 głosów przeciwko (5,14%), ponadto 4250 głosów było nieważnych. Po referendum zgłoszone zostały jednak liczne zażalenia, a prokuratura wszczęła śledztwo w sprawie podejrzenia popełnienia przestępstwa, jakim było niepoinformowanie mieszkańców o referendum.
| Odpowiedź           | Głosów  | Głosów |
| Odpowiedź           | Liczba  | %      |
| ------------------- | ------- | ------ |
| Za                  | 322 017 | 94,86  |
| Przeciw             | 17 465  | 5,14   |
| Głosy ważne         | 339 482 | 100,00 |
| Głosy nieważne      | 4 250   | 1,24   |
| Frekwencja          | 343 732 | 25,66  |
| Frekwencja wymagana | 389 430 | 29,07  |

Źródło: Państwowa Komisja Wyborcza

### Wyniki głosowania według dzielnic
| Dzielnica      | Odpowiedź | Odpowiedź | Odpowiedź | Odpowiedź | Frekwencja % |
| Dzielnica      | Za #      | Za %      | Przeciw # | Przeciw % | Frekwencja % |
| -------------- | --------- | --------- | --------- | --------- | ------------ |
| Bemowo         | 19 921    | 94,20     | 1 227     | 5,80      | 23,59        |
| Białołęka      | 15 237    | 94,31     | 920       | 5,69      | 23,09        |
| Bielany        | 27 345    | 94,86     | 1 483     | 5,14      | 27,43        |
| Mokotów        | 39 508    | 94,43     | 2 329     | 5,57      | 24,06        |
| Ochota         | 15 698    | 94,78     | 865       | 5,22      | 25,46        |
| Praga-Południe | 35 347    | 94,95     | 1 880     | 5,05      | 26,28        |
| Praga-Północ   | 13 949    | 95,44     | 667       | 4,56      | 27,84        |
| Rembertów      | 4150      | 95,49     | 196       | 4,51      | 24,74        |
| Śródmieście    | 23 954    | 95,40     | 1 155     | 4,60      | 26,51        |
| Targówek       | 25 454    | 95,64     | 1160      | 4,36      | 27,31        |
| Ursus          | 9 750     | 94,81     | 534       | 5,19      | 25,72        |
| Ursynów        | 25 552    | 93,98     | 1 637     | 6,02      | 24,64        |
| Wawer          | 14 317    | 95,47     | 679       | 4,53      | 27,91        |
| Wesoła         | 4 026     | 94,53     | 233       | 5,47      | 25,20        |
| Wilanów        | 3690      | 94,62     | 210       | 5,38      | 20,57        |
| Włochy         | 7182      | 94,49     | 419       | 5,51      | 26,04        |
| Wola           | 27 446    | 95,30     | 1 353     | 4,70      | 26,66        |
| Żoliborz       | 9 491     | 94,82     | 639       | 5,18      | 26,13        |
| Warszawa       | 322 017   | 94,86     | 17 465    | 5,14      | 25,66        |

Źródło: Państwowa Komisja Wyborcza